# Premio Internacional a las Mujeres de Coraje
El Premio Internacional a las Mujeres de Coraje (International Women of Courage Award) es un premio otorgado anualmente por el Departamento de Estado de los Estados Unidos para las mujeres de todo el mundo que han demostrado liderazgo, coraje, ingenio, y su disposición a sacrificarse por los demás, especialmente en la promoción de los derechos de la mujer.

## Historia
El premio fue establecido en 2007 por la Secretaría de Estado de los Estados Unidos Condoleezza Rice en el Día Internacional de la Mujer, una celebración anual que tiene lugar cada 8 de marzo, en muchos países del mundo. Cada embajada de Estados Unidos tiene el derecho de recomendar a una mujer como candidata.

## Ganadoras

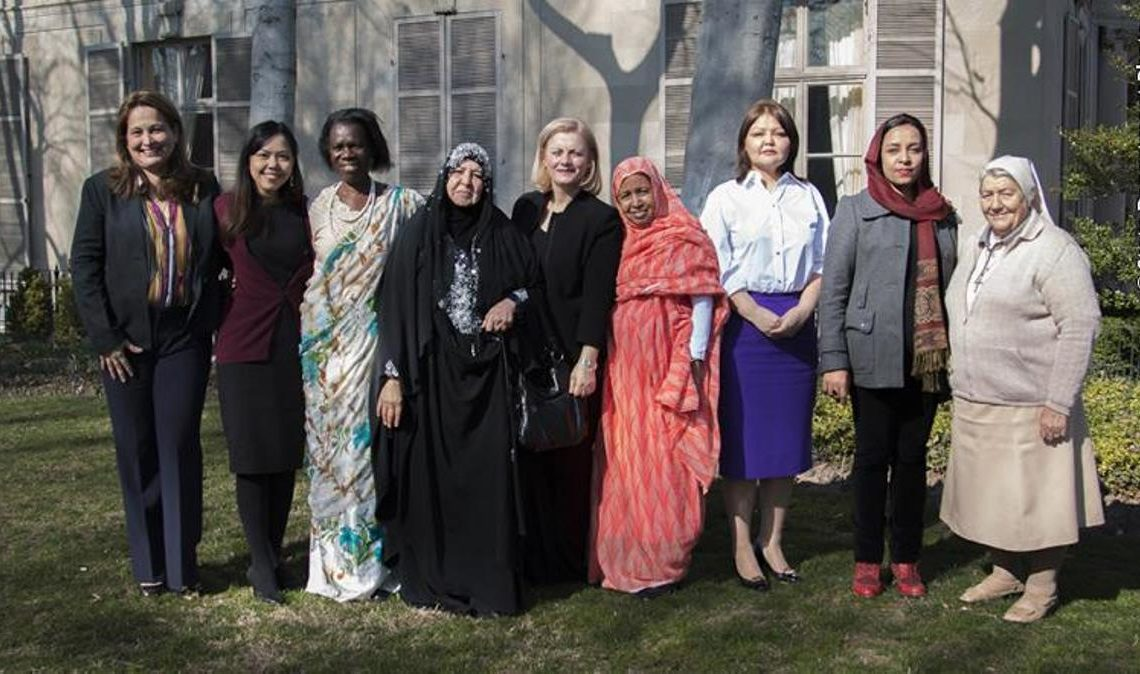
Entrega de premios

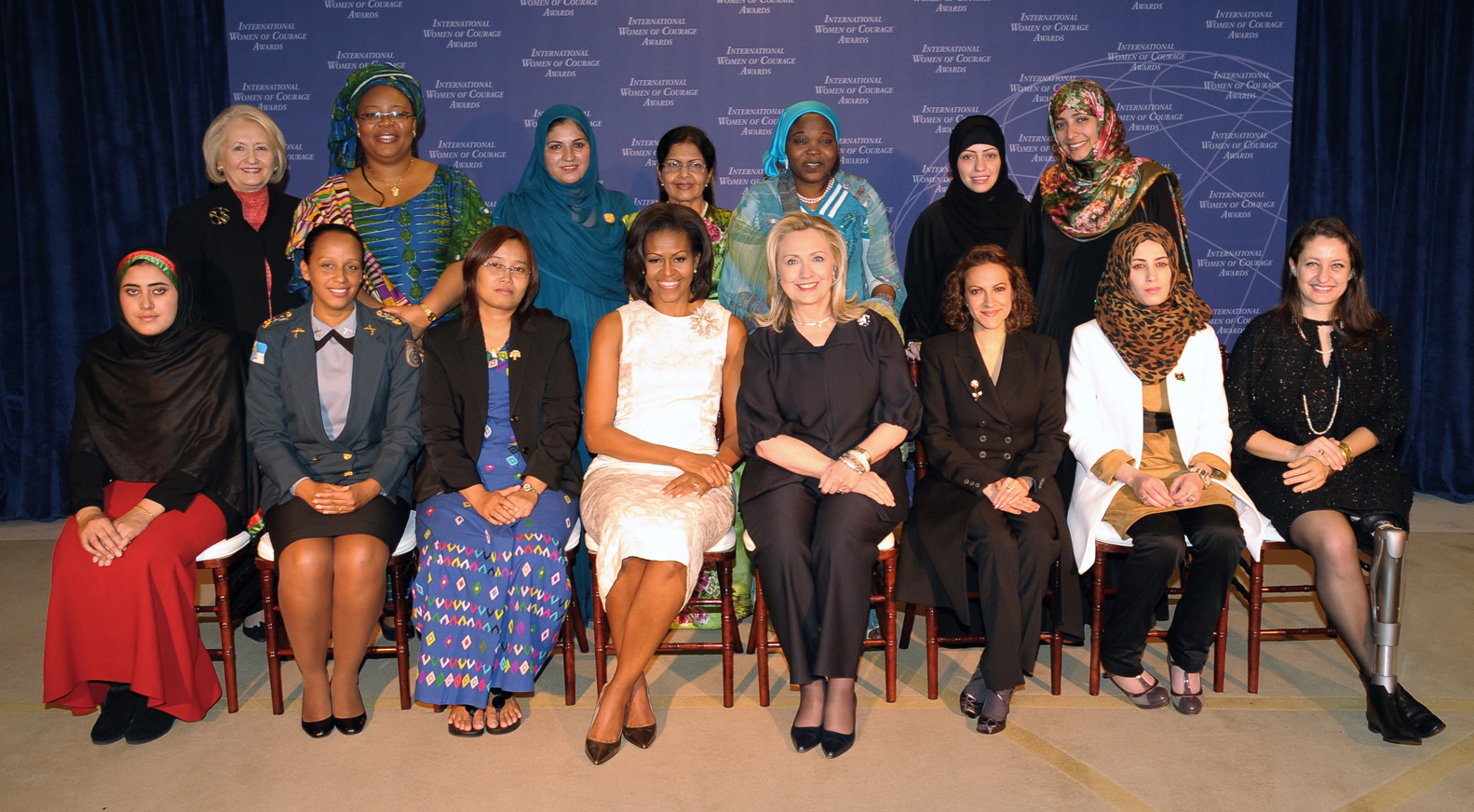
Entrega de premios 2012

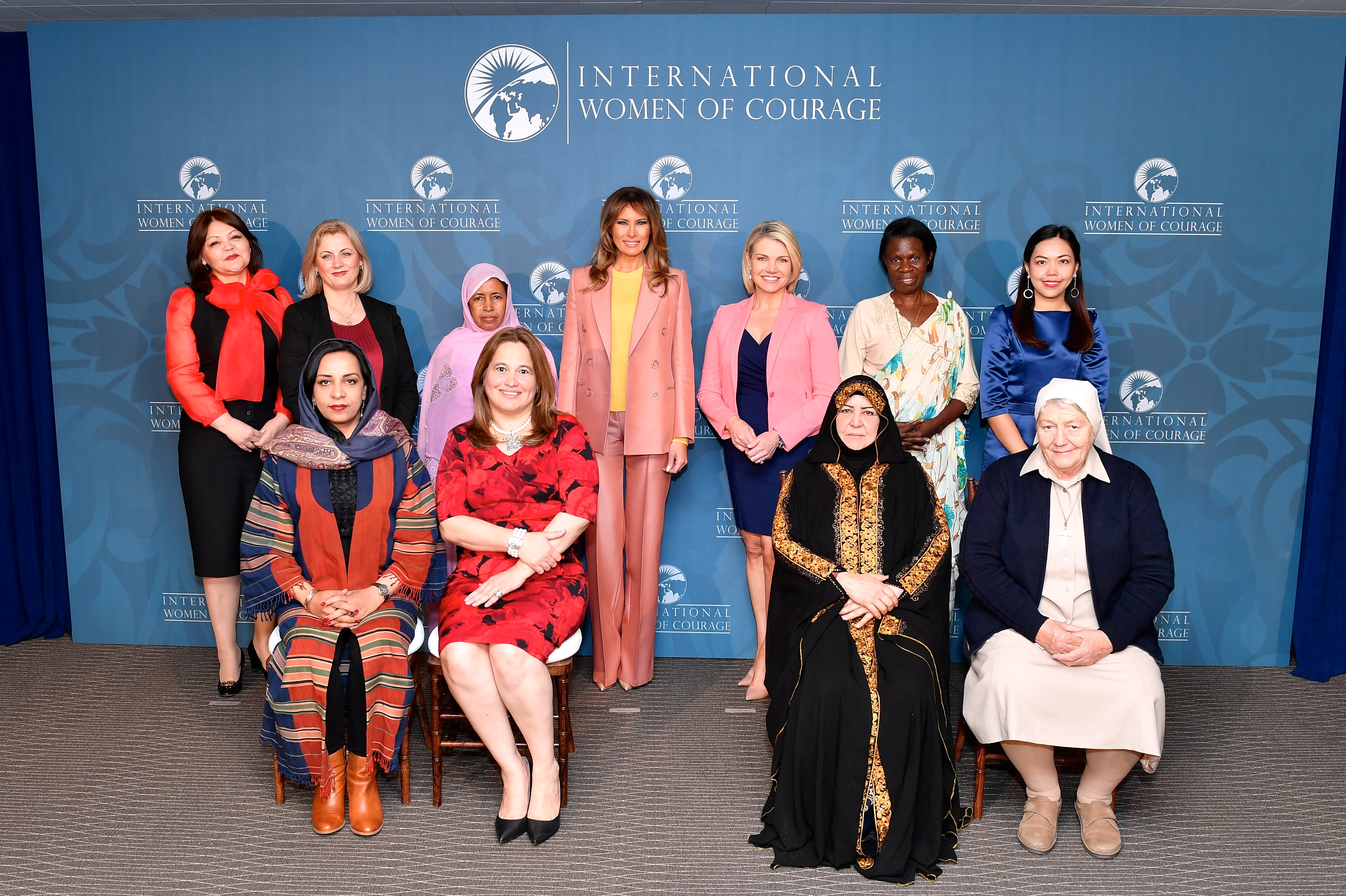
Entrega de premios de 2018

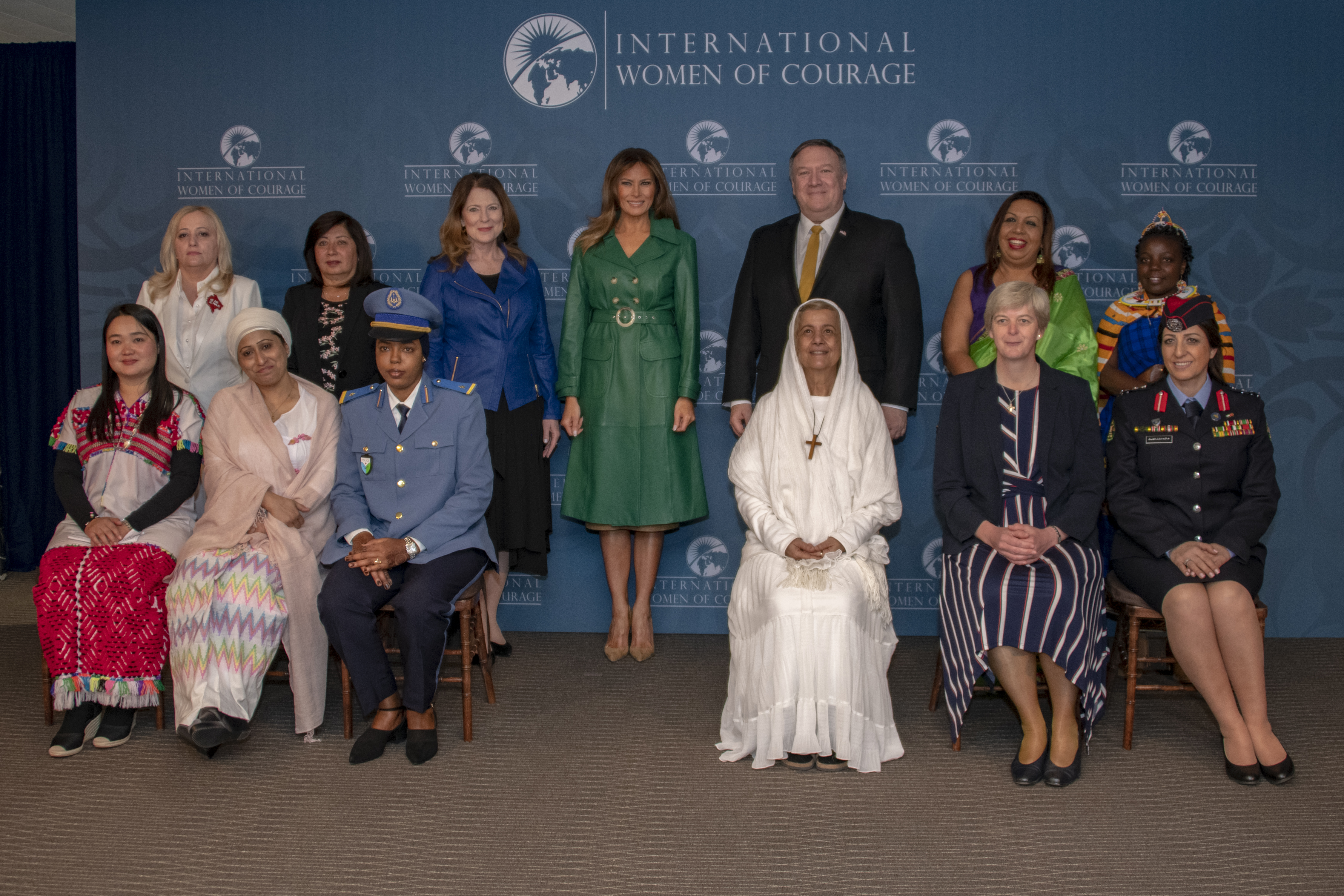
Entrega de premios 2019

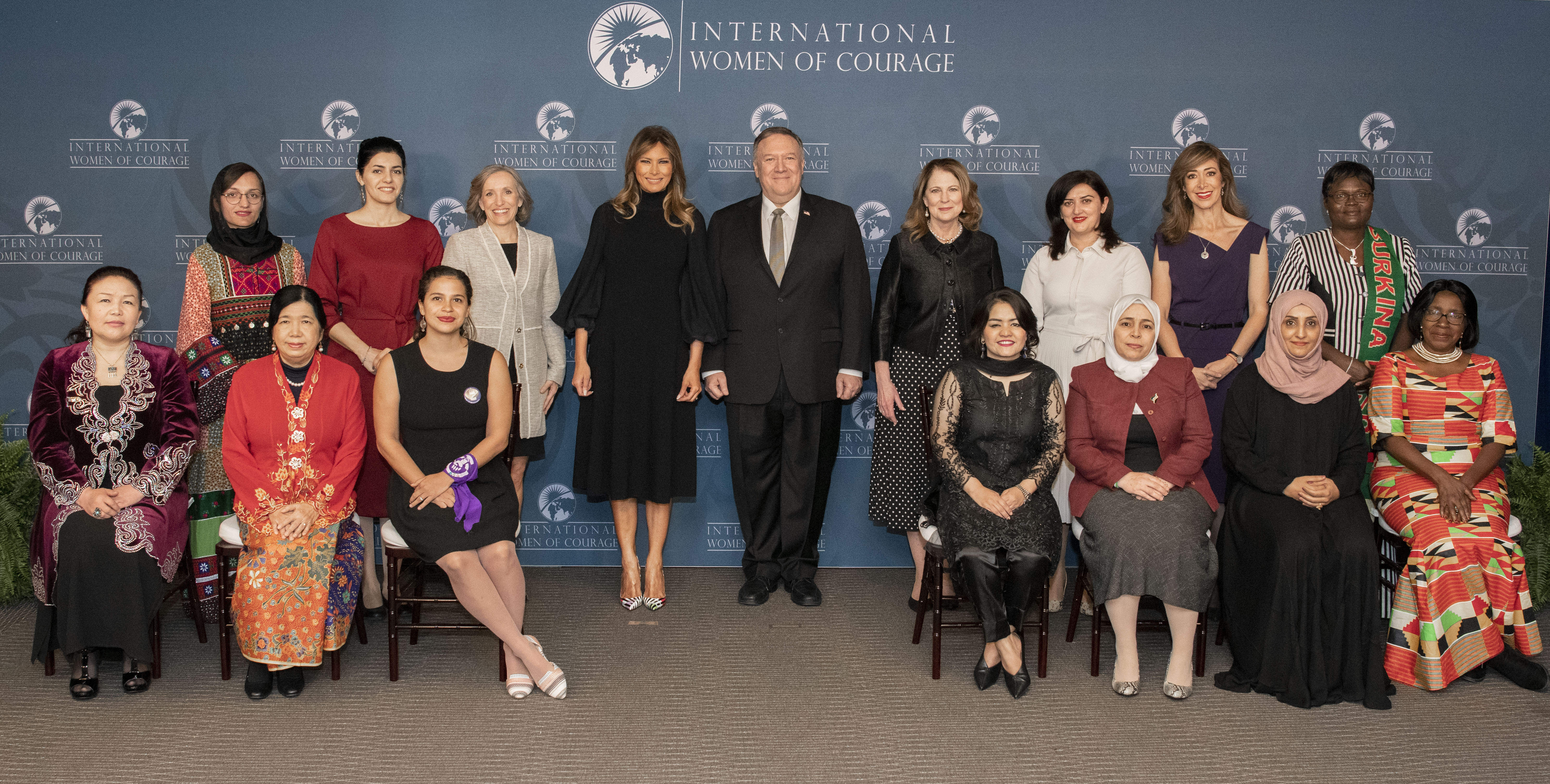
Entrega de premios 2020

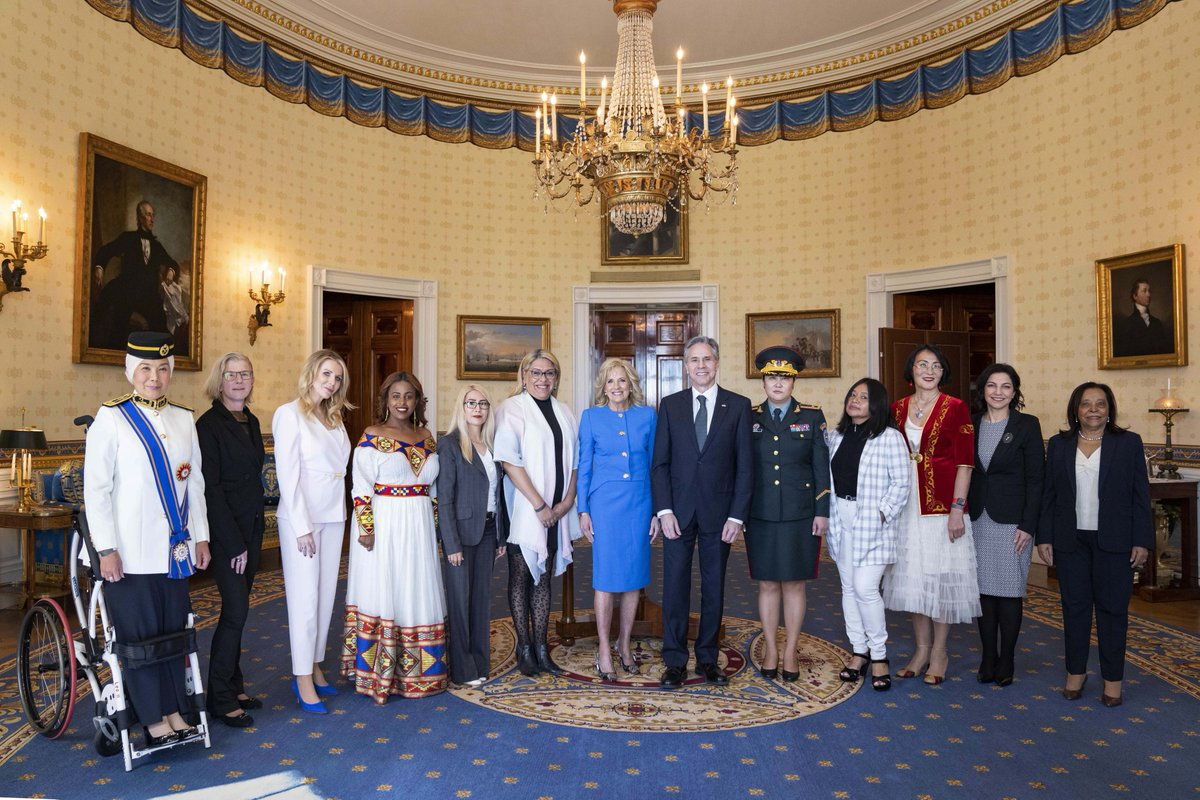
17.ª ceremonia anual de entrega de premios a Mujeres Internacionales de Coraje en el Salón Este de la Casa Blanca, marzo de 2023

| Nombre | País                            |
| --- | ------------------------------- |
| 2007 |                                 |
| Ruth Halperin-Kaddari | Israel                          |
| Jenni Williams | Zimbabue                        |
| Siti Musdah Mulia | Indonesia                       |
| Ilze Jaunalksne | Letonia                         |
| Samia al-Amoudi | Arabia Saudita                  |
| Mariya Ahmed Didi | Maldivas                        |
| Susana Trimarco | Argentina                       |
| Aziza Siddiqui | Afganistán                      |
| Sundus Abbas | Irak                            |
| Shatha Abdul Razzak Abbousi | Irak                            |
| Mary Akrami | Afganistán                      |
| 2008 |                                 |
| Suraya Pakzad | Afganistán                      |
| Virisila Buadromo | Fiyi                            |
| Eaman al-Gobory | Irak                            |
| Valdete Idrizi | Kosovo                          |
| Begum Jan | Pakistán                        |
| Nibal Thawabteh | Palestina                       |
| Cynthia Bendlin | Paraguay                        |
| Farhiyo Farah Ibrahim | Somalia                         |
| 2009 |                                 |
| Mutabar Tadjibayeva | Uzbekistán                      |
| Ambiga Sreenevasan | Malasia                         |
| Wazhma Frogh | Afganistán                      |
| Norma Cruz | Guatemala                       |
| Suaad Allami | Irak                            |
| Hadizatou Mani | Níger                           |
| Veronika Marchenko | Rusia                           |
| Reem Al Numery | Yemen                           |
| 2010 |                                 |
| Shukria Asil | Afganistán                      |
| Shafiqa Quraishi | Afganistán                      |
| Androula Henriques | Chipre                          |
| Sonia Pierre | República Dominicana            |
| Shadi Sadr | Irán                            |
| Ann Njogu | Kenia                           |
| Lee Ae-corrió | Corea del Sur                   |
| Jansila Majeed | Sri Lanka                       |
| Marie Claude Naddaf | Siria                           |
| Jestina Mukoko | Zimbabue                        |
| 2011 |                                 |
| Maria Bashir | Afganistán                      |
| Henriette Ekwe Ebongo | Camerún                         |
| Guo Jianmei | China                           |
| Eva Abu Halaweh | Jordania                        |
| Marisela Morales Ibáñez | México                          |
| Ágnes Osztolykán | Hungría                         |
| Roza Otunbayeva | Kirguistán                      |
| Ghulam Sughra | Pakistán                        |
| Yoani Sánchez | Cuba                            |
| Nasta Palazhanka | Bielorrusia                     |
| 2012 |                                 |
| Aneesa Ahmed | Maldivas                        |
| Zin Mar Aung | Birmania                        |
| Samar Badawi | Arabia Saudita                  |
| Shad Begum | Pakistán                        |
| Maryam Durani | Afganistán                      |
| Pricilla de Oliveira Azevedo | Brasil                          |
| Hana Elhebshi | Libia                           |
| Jineth Bedoya Lima | Colombia                        |
| Şafak Pavey | Turquía                         |
| Hawa Abdallah Mohammed Salih | Sudán                           |
| Gabi Calleja | Malta                           |
| 2013 |                                 |
| Malalai Bahaduri | Afganistán                      |
| Tsering Woeser | China                           |
| Julieta Castellanos | Honduras                        |
| Josephine Obiajulu Odumakin | Nigeria                         |
| Elena Milashina | Rusia                           |
| Fartuun Adan | Somalia                         |
| Razan Zeitouneh | Siria                           |
| Ta Phong Tan | Vietnam                         |
| 2014 |                                 |
| Nasrin Oryakhil | Afganistán                      |
| Roshika Deo | Fiyi                            |
| Rusudan Gotsiridze | Georgia                         |
| Iris Yassmin Barrios Aguilar | Guatemala                       |
| Laxmi Agarwal | India                           |
| Fatimata Touré | Mali                            |
| Maha Al Muneef | Arabia Saudita                  |
| Oinikhol Bobonazarova | Tayikistán                      |
| Ruslana Lyzhychko | Ucrania                         |
| Beatrice Mtetwa | Zimbabue                        |
| 2015 |                                 |
| Niloofar Rahmani | Afganistán                      |
| Nadia Sharmeen | Bangladés                       |
| Rosa Julieta Montaño Salvatierra                                                                                                  | Bolivia                         |
| May Sabe Phyu | Birmania                        |
| Emilie Béatrice Epaye | República Centroafricana        |
| Marie Claire Tchecola | Guinea                          |
| Sayaka Osakabe | Japón Japón.                    |
| Arbana Xharra | Kosovo                          |
| Tabassum Adnan | Pakistán                        |
| Majd Izzat al-Chourbaji | Siria                           |
| 2016 |                                 |
| Sara Hossain | Bangladés                       |
| Debra Baptist-Estrada | Belice                          |
| Ni Yulan | China                           |
| Latifa Ibn Ziaten | Francia                         |
| Thelma Aldana | Guatemala                       |
| Nagham Nawzat | Irak                            |
| Nisha Ayub | Malasia                         |
| Fatimata M’baye | Mauritania                      |
| Zhanna Nemtsova | Rusia.                          |
| Zuzana Števulová | Eslovaquia                      |
| Awadeya Mahmoud | Sudán                           |
| Vicky Ntetema | Tanzania                        |
| Rodjaraeg Wattanapanit | Tailandia                       |
| Nihal Naj Ali Al-Awlaqi | Yemen                           |
| 2017 |                                 |
| Sharmin Akter | Bangladés                       |
| Malebogo Molefhe | Botsuana                        |
| Natalia Ponce de León | Colombia                        |
| Rebecca Kabugho | República Democrática del Congo |
| Jannat Al Ghezi | Irak                            |
| Aichatou Ousmane Issaka | Níger                           |
| Veronica Simogun | Papúa Nueva Guinea              |
| Cindy Arlette Contreras Bautista                                                                                                  | Perú                            |
| Sandya Eknelygoda | Sri Lanka                       |
| Sister Carolin Tahhan Fachakh | Siria                           |
| Saadet Ozkan | Turquía                         |
| Nguyen Ngoc Nhu Quynh | Vietnam                         |
| Fadia Najeeb Thabet | Yemen                           |
| 2018 |                                 |
| Roya Sadat | Afganistán                      |
| Aura Elena Farfán | Guatemala                       |
| Julissa Villanueva | Honduras                        |
| Aliyah Khalaf Saleh | Irak                            |
| Maria Elena Berini | Italia                          |
| Aiman Umarova | Kazajistán                      |
| Feride Rushiti | Kosovo                          |
| L’Malouma Said | Mauritania                      |
| Godeliève Mukasarasi | Ruanda                          |
| Sirikan Charoensiri | Tailandia                       |
| 2019 |                                 |
| Marini De Livera | Sri Lanka                       |
| Razia Sultana | Bangladés                       |
| Naw K’nyaw Paw | Birmania                        |
| Moumina Houssein Darar | Yibuti                          |
| Maggie Gobran | Egipto                          |
| Khalida Khalaf Hanna al-Twal | Jordania                        |
| Orla Treacy | Irlanda                         |
| Olivera Lakić | Montenegro                      |
| Flor de María Vega Zapata | Perú                            |
| Anna Aloys Henga | Tanzania                        |
| 2020 |                                 |
| Zarifa Ghafari | Afganistán                      |
| Lucy Kocharyan | Armenia                         |
| Shahla Humbatova | Azerbaiyán                      |
| Ximena Galarza | Bolivia                         |
| Claire Ouedraogo | Burkina Faso                    |
| Sayragul Sauytbay | China                           |
| Susanna Liew | Malasia                         |
| Amaya Coppens | Nicaragua                       |
| Jalila Haider | Pakistán                        |
| Amina Khoulani | Siria                           |
| Yasmin al Qadhi | Yemen                           |
| Rita Nyampinga | Zimbabue                        |
| 2021 |                                 |
| María Kolésnikova | Bielorrusia                     |
| Maximilienne C. Ngo Mbe | Camerún                         |
| Phyoe Phyoe Aung | Birmania                        |
| Wang Yu | China                           |
| Mayerlis Angarita | Colombia                        |
| Julienne Lusenge | República Democrática del Congo |
| Judge Erika Aifan | Guatemala                       |
| Shohreh Bayat | Irán                            |
| Muskan Khatun | Nepal                           |
| Zahra Mohamed Ahmad | Somalia                         |
| Alicia Vacas Moro | España                          |
| Ranitha Gnanarajah | Sri Lanka                       |
| 2022 |                                 |
| Rizwana Hasan | Bangladés                       |
| Simone Sibilio do Nascimento | Brasil                          |
| Ei Thinzar Maung | Birmania                        |
| Josefina Klinger Zúñiga | Colombia                        |
| Taif Sami Mohammed | Irak                            |
| Facia Boyenoh Harris | Liberia                         |
| Najla Mangoush | Libia                           |
| Doina Gherman | Moldavia                        |
| Bhumika Shrestha | Nepal                           |
| Carmen Gheorghe | Rumania                         |
| Roegchanda Pascoe | Sudáfrica                       |
| Phạm Đoan Trang | Vietnam                         |
| 2023 |                                 |
| Hadeel Abdel Aziz | Jordania                        |
| Danièle Darlan | República Centroafricana        |
| Bolor Ganbold | Mongolia                        |
| Zakira Hekmat | Afganistán                      |
| Meaza Mohammed | Etiopía                         |
| Yuliia Paievska | Ucrania                         |
| Ras Adiba Radzi | Malasia                         |
| Doris Ríos | Costa Rica                      |
| Alba Rueda | Argentina                       |
| Bakhytzhan Toregozhina | Kazajistán                      |
| Bianka Zalewska | Polonia                         |
| 2024 |                                 |
| Benafsha Yaqoobi | Afganistán                      |
| Fawzia Karim Firoze | Bangladés                       |
| Volha Harbunova | Bielorrusia                     |
| Ajna Jusić | Bosnia y Herzegovina            |
| Myintzu Win | Birmania                        |
| Martha Beatriz Roque Cabello | Cuba                            |
| Fátima Corozo | Ecuador                         |
| Fatou Baldeh | Gambia                          |
| Fariba Balouch | Irán                            |
| Rina Gonoi | Japón                           |
| Rabha El Haymar | Marruecos                       |
| Agather Atuhaire | Uganda                          |
| Premio del Grupo Honorario Madeleine Albright Mujeres activistas entre las 222 presas políticas liberadas el 9 de febrero de 2023 |                                 |